# Ion Minulescu
Ion Minulescu (n. 6 ianuarie 1881, București – d. 11 aprilie 1944, București) a fost un poet și prozator român, reprezentant important al simbolismului românesc. Ion Minulescu este numit director general al artelor în 1922.

## Biografie

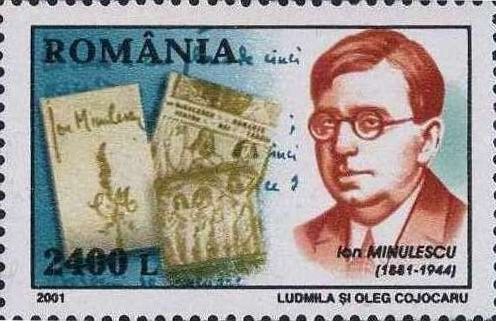
Ion Minulescu pe o marcă poștală din 2001

Născut la București, a copilărit la Slatina, de unde este originară mama sa. A urmat școala primară și gimnaziul la Pitești. A dat examenul de bacalaureat în anul 1899 la un pension particular din București, „Brânză și Arghirescu”. În 1897, sub pseudonimul (I. M.) Nirvan apar primele producții poetice ale lui Ion Minulescu, atunci încă elev la Pitești, în revista Povestea vorbei. În 1898, sub semnătura I. Minulescu-Nirvan, tânărul poet publică în Foaia pentru toți, doi ani mai târziu poetul pleacă la Paris pentru a studia dreptul. Poeții francezi îi schimbă însă dorințele și, captivat de scrierile acestora, uită de studiile sale juridice. După numai 4 ani se întoarce în țară, unde compune poezie și proză. În 1905 va publica unele poeme, unele fragmente de proză din Jurnalul unui pribeag, în revista Viața nouă a lui Ovid Densusianu, unul din organele cele mai însemnate ale mișcării simboliste. În 1906, Ion Minulescu începe să publice o parte din versurile ce vor compune Romanțele pentru mai târziu in revista Viața literară și artistică a lui Ilarie Chendi. Tot în acest an începe prietenia cu Dimitrie Anghel, cu care va traduce în colaborare versuri din Albert Samain, Charles Guérin, Henry Bataille, Henri de Régnier, publicate în Sămănătorul. Iarna 1906-07 cei doi prieteni o petrec la Constanța, ecourile acestei șederi pe țărmurile Mării Negre regăsindu-se în versurile lor, în minulescianele Romanțe pentru mai târziu (1908) și în Fantaziile lui D. Anghel (1909).
În anul 1914, la 11 aprilie, se celebrează căsătoria lui Ion Minulescu cu Claudia Millian (1887-1961), poetă simbolistă, autoarea volumelor de versuri Garoafe roșii (1914), Cântări pentru pasărea albastră (1923), Întregire (1936), precum și a unor piese de teatru, între care drama Vreau să trăiesc (1937). Ion Minulescu și Claudia Millian au avut o fiică, pe Mioara Minulescu, artistă plastică înzestrată, care s-a consacrat cu devoțiune filială păstrării memoriei părinților ei. Urmează anii războiului, 1916-18 când soții Minulescu se refugiază la Iași. După acest episod apare un nou volum de proză al lui Minulescu: Măști de bronz și lampioane de porțelan (1920).
Un an mai târziu, Minulescu își face debutul ca autor dramatic: pe scena Naționalului se joacă piesa Pleacă berzele și comedia într-un act Lulu Popescu (10 ianuarie).
În 1924 apare romanul Roșu, galben și albastru, unul din marile succese literare ale vremii, după ce fusese în prealabil publicat în paginile Vieții românești. Se reprezintă Omul care trebuie să moară, „grotescă tragică în trei acte”, publicată mai târziu, în 1939, sub titlul Ciracul lui Hegesias, iar 6 ani mai târziu, în 1930, apare volumul Strofe pentru toată lumea. Apare culegerea de nuvele fantastice Cetiți-le noaptea.
În anul 1940 a fost inițiat în francmasonerie împreună cu soția sa, Claudia Millian-Minulescu.
Director general al artelor în Ministerul de culte și arte. A condus publicațiile simboliste Revista celorlalți și Insula. A debutat cu versuri în revista Povestirea vorbii. S-a format sub influența succesivă a lui Duiliu Zamfirescu, Alexandru Macedonski, Ștefan Petică și a simboliștilor francezi și belgieni. A mai scris proză, piese de teatru și cronici dramatice.

## Decesul
Ion Minulescu a murit în data de 11 aprilie 1944, la București, în urma unui atac de cord. Este înmormântat la Cimitirul Bellu.

## Opera

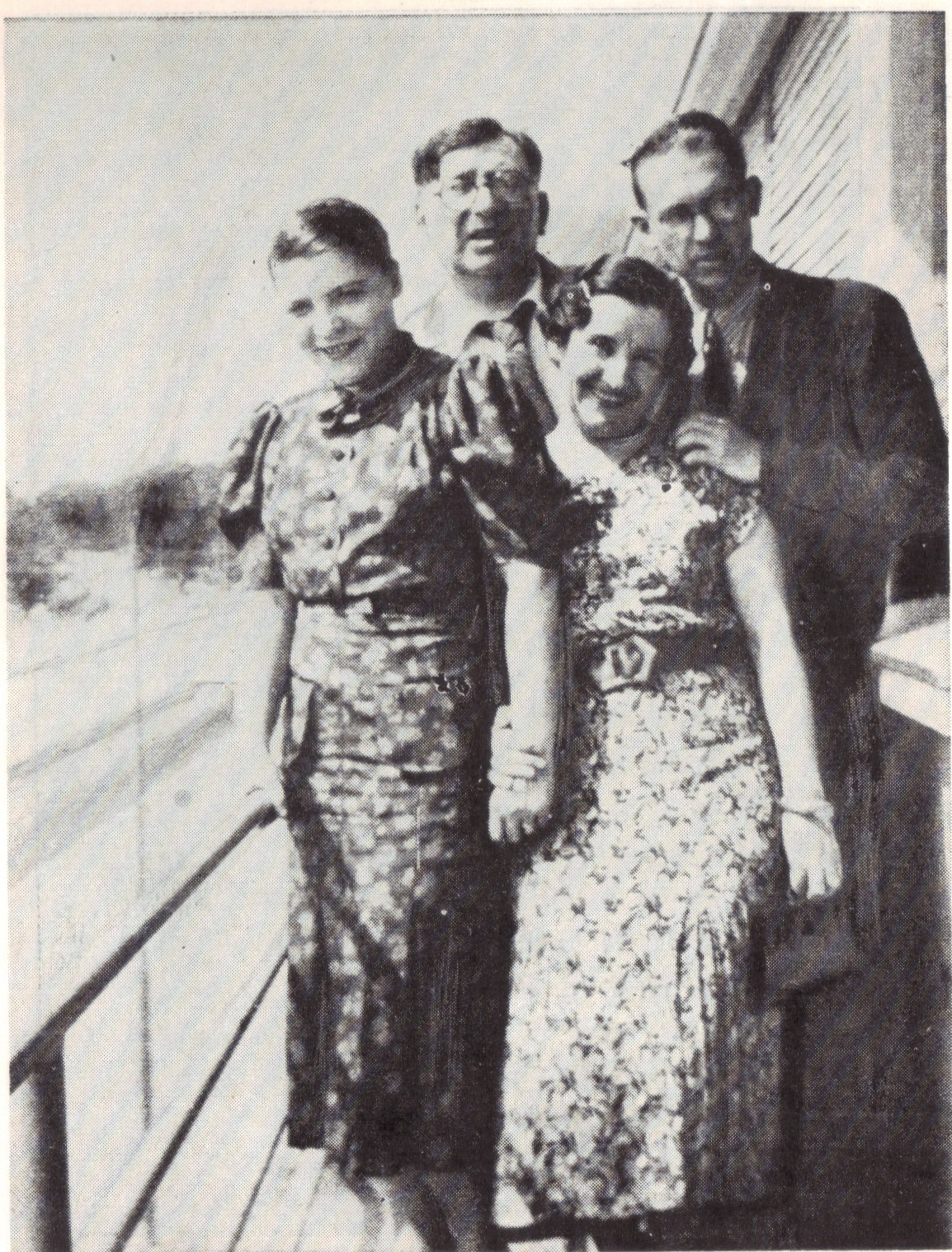
Ion Minulescu și Octav Șuluțiu cu soțiile la Predeal, 1940.

### Versuri
- Romanțe pentru mai târziu, Ed. Alacalay, 1908,
- De vorbă cu mine însumi, București, 1913
- Spovedanii, colecția Manuscriptum, 1927
- Strofe pentru toată lumea, Ed. Cultura Națională, 1930
- Nu sunt ce par a fi, Ed. Fundațiilor, 1936
- Versuri, ediție definitivă îngrijită de autor, 1939

### Proză
- Casa cu geamurile portocalii, B.P.T., 1908 - schițe și nuvele
  - Casa cu geamurile portocalii
  - În grădina prietenului meu
- Măști de bronz și lampioane de porțelan, Ed. Alcalay, 1920 - schițe și nuvele
- Lulu Popescu, Ed. Alcalay, 1920
- Pleacă berzele, Ed. Alcalay, 1920
- Roșu, galben și albastru, Ed. Cultura națională, 1924
- Manechinul sentimental, Ed. Cultura națională, 1926
- Corigent la limba română, Ed. Cultura națională, 1929 - roman cu caracter autobiografic
- Bărbierul regelui Midas, București, 1929
- 3 și cu Rezeda 4, Ed. Adevărul, 1933
- Cetiți-le noaptea, Ed. Cultura națională, 1930 - schițe și nuvele
  - Cravată albă
  - Omul cu inima de aur
- Cine-i autorul acestui roman senzațional? - schițe și nuvele
  - Cine-i autorul acestui roman senzațional?
  - Spovedania unui înstreinat

## Prezențe în antologii
- Testament - Antologie de Poezie Română Modernă / Testament – Anthology of Modern Romanian Verse – versiune bilingvă română și engleză – Daniel Ioniță (editor și traducător) asistat de Eva Foster, Daniel Reynaud și Rochelle Bews – Editura Minerva 2012 și 2015 (ediția a doua) - ISBN 978-973-21-1006-5
- Testament - Anthology of Romanian Verse - American Edition - monolingual English edition - Daniel Ionita (editor and principal translator) assisted by Eva Foster, Daniel Reynaud and Rochelle Bews - Australian-Romanian Academy for Culture - 2017 - ISBN 978-0-9953502-0-5